# Famille Luchaire

## Famille Luchaire
La famille Luchaire est une famille française dont : 
- Achille Luchaire (1854-1909), historien et philologue français ;
- Julien Luchaire (1876-1962), historien et écrivain français, fils d'Achille ;
- Jean Luchaire (1901-1946), journaliste et homme politique français, fils de Julien, fusillé à la Libération ;
- Corinne Luchaire (1922-1950), actrice française, fille de Jean ;
- Florence Luchaire (1926-1982), actrice, sœur de Corinne et fille de Jean ;
- François Luchaire (1919-2009), professeur et conseiller d'État français, petit-fils d'Achille et cousin germain de Jean ;
- Yves Luchaire (né en 1951), professeur de droit public, doyen honoraire de la faculté de droit et de science politique de Lille, cofondateur et premier directeur de Sciences Po Lille, fils de François.

## Autre
La Luchaire SA, une ancienne société d'armement française absorbée par GIAT Industries en 1990 à la suite de l'affaire Luchaire, un scandale de ventes occultes d'armes à l'Iran par la société éponyme et le reversement de commissions occultes aux partis politiques français dans les années 1980.